# Saint-Martin-d'Audouville
Pour les articles homonymes, voir Saint-Martin.
Saint-Martin-d'Audouville est une commune française, située dans le département de la Manche en région Normandie, peuplée de 153 habitants.

## Géographie

### Localisation
Les communes limitrophes sont Octeville-l'Avenel, Lestre, Saint-Germain-de-Tournebut et Vaudreville.

### Hydrographie
La commune est située dans le bassin Seine-Normandie. Elle est drainée par la Sinope, le ruisseau de Filbec, le ruisseau de Franqueterre, un bras de Franqueterre et divers autres petits cours d'eau,.
La Sinope, d'une longueur de 18 km, prend sa source dans la commune de Montaigu-la-Brisette et se jette dans la baie de Seine en limite de Lestre et de Quinéville, après avoir traversé huit communes.

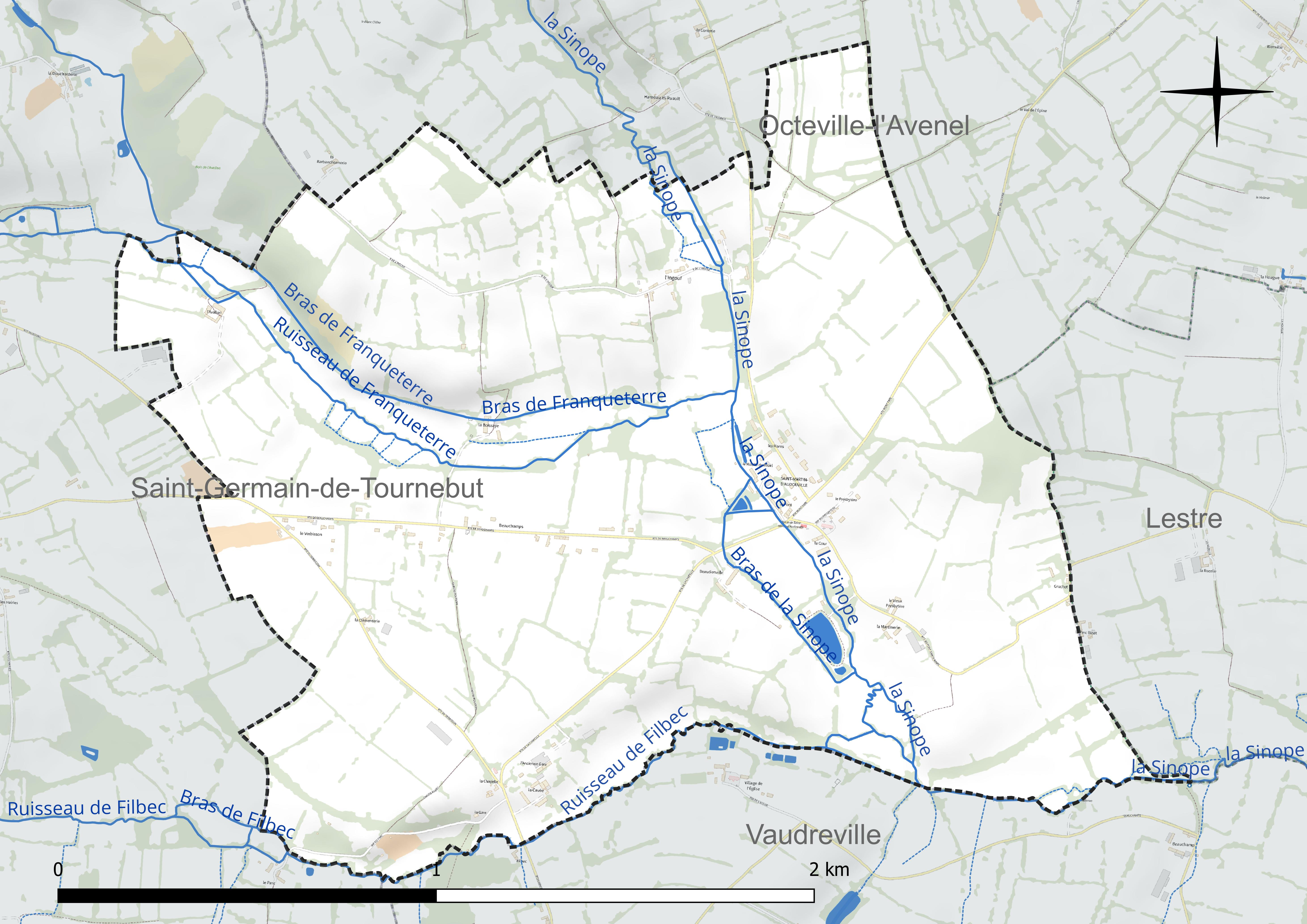
Réseau hydrographique de Saint-Martin-d'Audouville.

### Climat
Pour des articles plus généraux, voir Climat de la Normandie et Climat de la Manche.
En 2010, le climat de la commune est de type climat océanique franc, selon une étude du CNRS s'appuyant sur une série de données couvrant la période 1971-2000. En 2020, Météo-France publie une typologie des climats de la France métropolitaine dans laquelle la commune est exposée à un climat océanique et est dans la région climatique  Normandie (Cotentin, Orne), caractérisée par une pluviométrie relativement élevée (850 mm/a) et un été frais (15,5 °C) et venté. Parallèlement le GIEC normand, un groupe régional d’experts sur le climat, différencie quant à lui, dans une étude de 2020, trois grands types de climats pour la région Normandie, nuancés à une échelle plus fine par les facteurs géographiques locaux. La commune est, selon ce zonage, exposée à un « climat maritime », correspondant au Cotentin et à l'ouest du département de la Manche, frais, humide et pluvieux, où les contrastes pluviométrique et thermique sont parfois très prononcés en quelques kilomètres quand le relief est marqué.
Pour la période 1971-2000, la température annuelle moyenne est de 10,9 °C, avec une amplitude thermique annuelle de 10,9 °C. Le cumul annuel moyen de précipitations est de 861 mm, avec 13,6 jours de précipitations en janvier et 7,7 jours en juillet. Pour la période 1991-2020, la température moyenne annuelle observée sur la station météorologique la plus proche, située sur la commune de Gonneville-Le Theil à 14 km à vol d'oiseau, est de 11,0 °C et le cumul annuel moyen de précipitations est de 940,4 mm,. Pour l'avenir, les paramètres climatiques de la commune estimés pour 2050 selon différents scénarios d’émission de gaz à effet de serre sont consultables sur un site dédié publié par Météo-France en novembre 2022.

## Urbanisme

### Typologie
Au 1er janvier 2024, Saint-Martin-d'Audouville est catégorisée commune rurale à habitat très dispersé, selon la nouvelle grille communale de densité à sept niveaux définie par l'Insee en 2022.
Elle est située hors unité urbaine et hors attraction des villes,.

### Occupation des sols
L'occupation des sols de la commune, telle qu'elle ressort de la base de données européenne d’occupation biophysique des sols Corine Land Cover (CLC), est marquée par l'importance des territoires agricoles (100 % en 2018), en augmentation par rapport à 1990 (98,8 %).
La répartition détaillée en 2018 est la suivante : prairies (54,2 %), terres arables (23,2 %), zones agricoles hétérogènes (22,6 %).

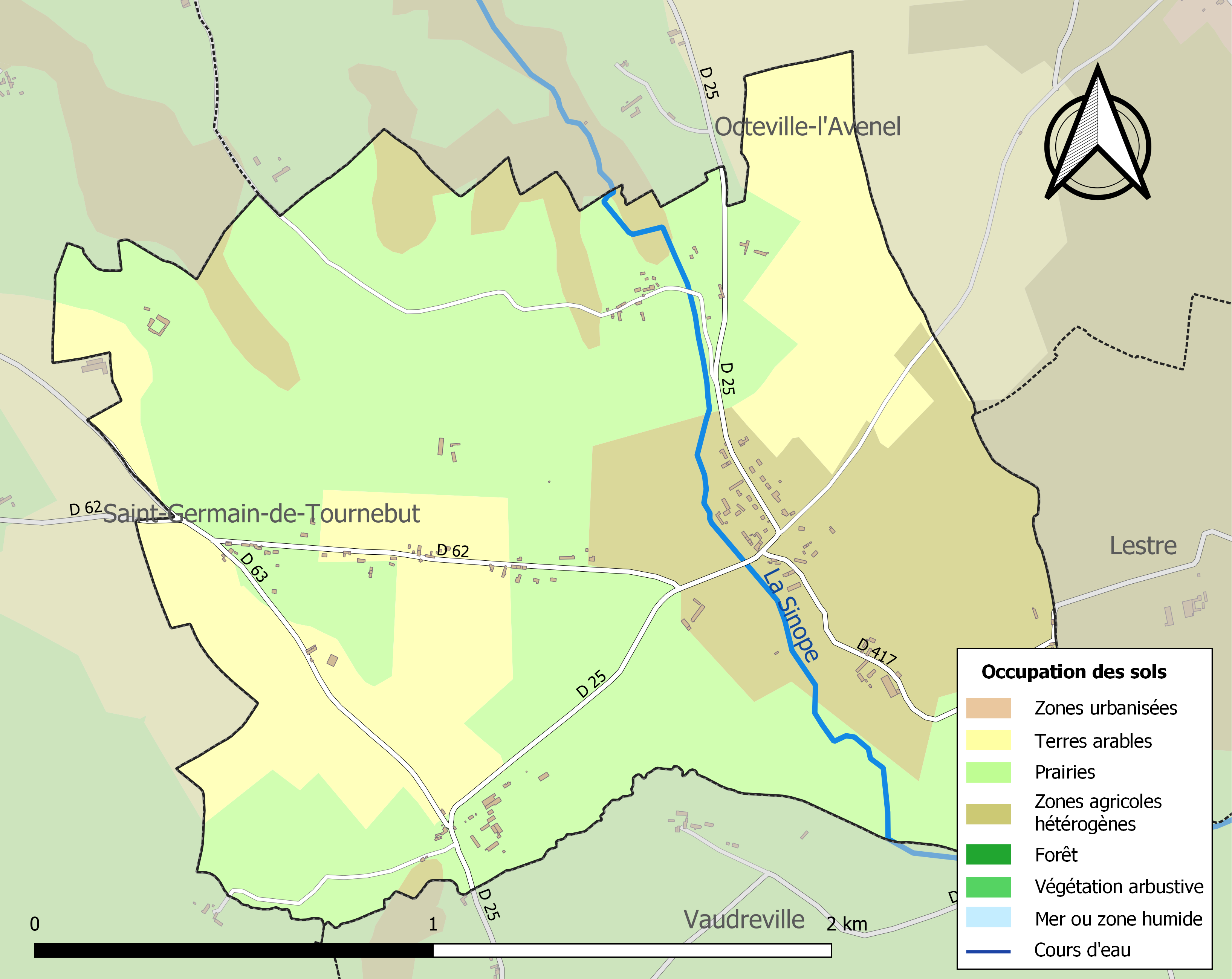
Carte des infrastructures et de l'occupation des sols de la commune en 2018 (CLC).

L'évolution de l’occupation des sols de la commune et de ses infrastructures peut être observée sur les différentes représentations cartographiques du territoire : la carte de Cassini (XVIIIe siècle), la carte d'état-major (1820-1866) et les cartes ou photos aériennes de l'IGN pour la période actuelle (1950 à aujourd'hui).

## Toponymie
Le nom de la localité est attesté sous la forme Sancti Martini de Audovilla vers 1280, Eudovilla sans date.
La paroisse était dédiée à Martin de Tours, un des principaux saints de la chrétienté, évêque de Tours au IVe siècle.
Audouville est composé d'un anthroponyme germanique tel qu'Adulfus et de l'ancien français vile dans son sens originel de « domaine rural » issu du latin villa rustica.
La commune prend pour nom révolutionnaire Martin-d'Audouville sous la Convention, sa voisine septentrionale prenant celui de Marie-d'Audouville.

## Histoire

### Antiquité
Une voie romaine traversait le territoire.

### Moyen Âge
Dans le cadre de la guerre de Cent Ans, en 1405, à la suite d'un débarquement anglais à la Hougue, la paroisse est mise à sac et ses maisons rasées.

### Temps modernes
En 1567, Adrien Dursus, écuyer, sieur de la Boissaye, est taxé pour ce fief de 100 solz dans le rôle des nobles et roturiers, au titre du ban et de l'arrière ban de la vicomté de Coutances, réalisé par Gilles Dancel, seigneur d'Audouville, lieutenant général du bailli de Cotentin, tenu à Coutances les 20-22 octobre. Le fief de la Boissaye à Sainte-Martin-d'Audouville, qui valait un huitième de fief de haubert et était tenu du roi sous la vicomté de Valognes à Alençon, avait des extensions sur Sainte-Marie-d'Audouville, Le Ham, Saint-Germain-de-Tournebut, Octeville-l'Avenel, Hautmoitiers, Crasville, Grenneville, Sainte-Croix et Turqueville.
Louis Scelles, écuyer, lors de son contrat de mariage du 3 janvier 1662 avec Jeanne Rouxelin, fille de Richard Rouxelin et de Françoise de Sallen, est qualifié de seigneur de Saint-Martin-d'Audouville et également d'Ozeville et de la Varengère (au sud du territoire communal d'Ozeville).

### Révolution française et Empire
En 1811, Saint-Martin-d'Audouville (332 habitants en 1806) absorbe Sainte-Marie-d'Audouville (129 habitants), au nord du territoire.

## Politique et administration
| Période                                  | Période  | Identité           | Étiquette | Qualité      |
| ---------------------------------------- | -------- | ------------------ | --------- | ------------ |
| juin 1995                                | En cours | Colette Lequertier | SE        | Agricultrice |
| Les données manquantes sont à compléter. |          |                    |           |              |

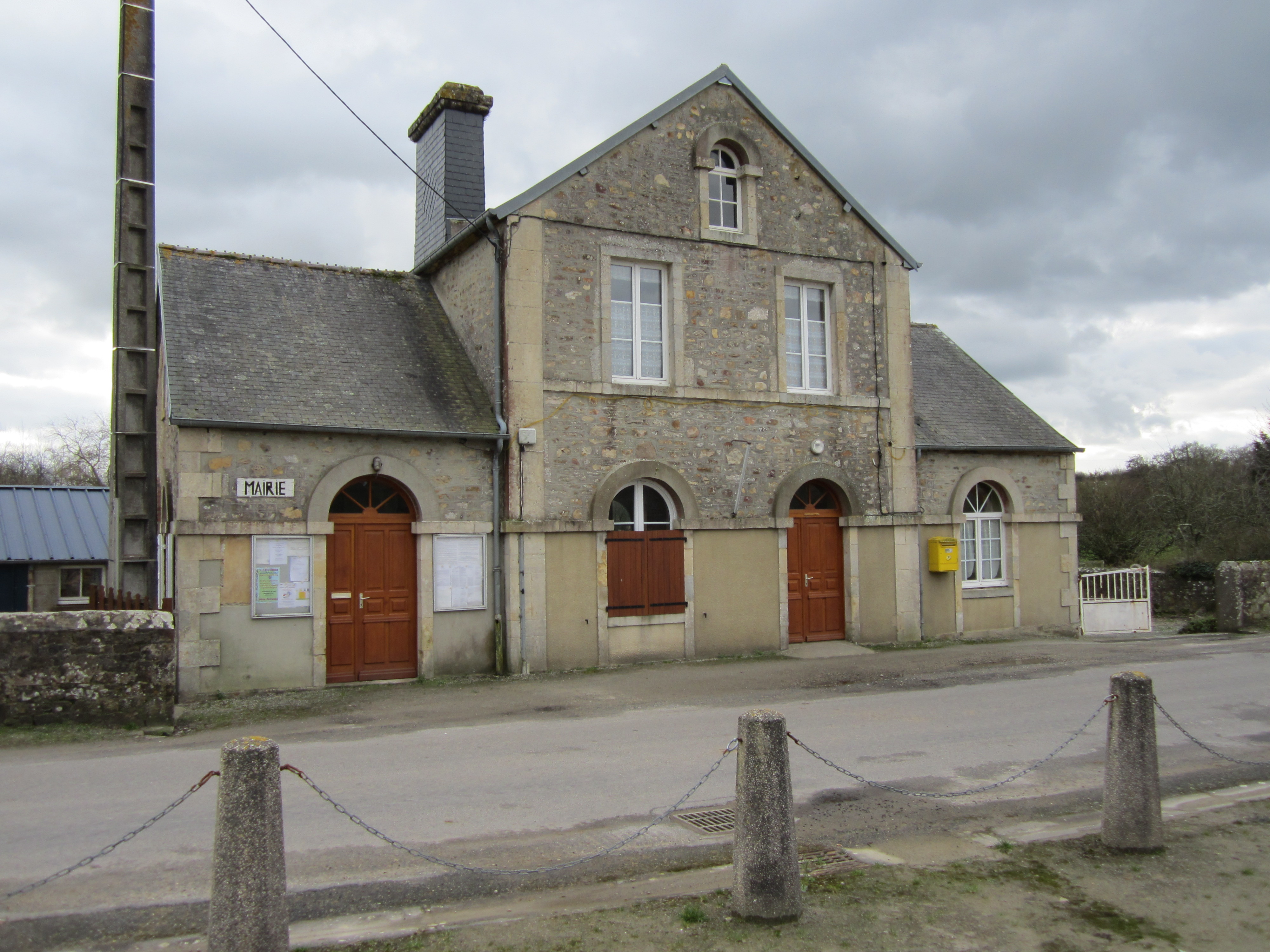
La mairie.

Le conseil municipal est composé de onze membres dont le maire et deux adjoints.

## Population et société
Les habitants de la commune sont appelés les Saint-Martinais.

### Démographie
L'évolution du nombre d'habitants est connue à travers les recensements de la population effectués dans la commune depuis 1793. Pour les communes de moins de 10 000 habitants, une enquête de recensement portant sur toute la population est réalisée tous les cinq ans, les populations de référence des années intermédiaires étant quant à elles estimées par interpolation ou extrapolation. Pour la commune, le premier recensement exhaustif entrant dans le cadre du nouveau dispositif a été réalisé en 2006.
En 2022, la commune comptait 153 habitants, en évolution de +15,04 % par rapport à 2016 (Manche : −0,31 %, France hors Mayotte : +2,11 %).
Saint-Martin-d'Audouville a compté jusqu'à 381 habitants en 1821, mais les deux communes de Saint-Martin-d'Audouville et Sainte-Marie-d'Audouville fusionnées en 1811 totalisaient 461 habitants en 1806 (respectivement 332 et 129).
| 1793 | 1800 | 1806 | 1821 | 1831 | 1836 | 1841 | 1846 | 1851 |
| ---- | ---- | ---- | ---- | ---- | ---- | ---- | ---- | ---- |
| 251  | 235  | 332  | 381  | 322  | 335  | 310  | 290  | 300  |

| 1856 | 1861 | 1866 | 1872 | 1876 | 1881 | 1886 | 1891 | 1896 |
| ---- | ---- | ---- | ---- | ---- | ---- | ---- | ---- | ---- |
| 277  | 269  | 297  | 277  | 248  | 247  | 261  | 252  | 251  |

| 1901 | 1906 | 1911 | 1921 | 1926 | 1931 | 1936 | 1946 | 1954 |
| ---- | ---- | ---- | ---- | ---- | ---- | ---- | ---- | ---- |
| 247  | 254  | 229  | 222  | 219  | 239  | 211  | 218  | 184  |

| 1962 | 1968 | 1975 | 1982 | 1990 | 1999 | 2006 | 2011 | 2016 |
| ---- | ---- | ---- | ---- | ---- | ---- | ---- | ---- | ---- |
| 169  | 145  | 110  | 119  | 117  | 130  | 116  | 129  | 133  |

| 2021 | 2022 | - | - | - | - | - | - | - |
| ---- | ---- | - | - | - | - | - | - | - |
| 145  | 153  | - | - | - | - | - | - | - |

| 1793 | 1800 | 1806 |
| ---- | ---- | ---- |
| 100  | 117  | 129  |

## Culture locale et patrimoine

### Lieux et monuments
- Église Sainte-Marie (ou Notre-Dame) qui a conservé une belle voûte romane[31]. Elle abrite une Vierge à l'Enfant du XVe siècle classée au titre objet aux monuments historiques[32], un maître-autel du XVIIIe, les statues de saint Martin et saint Gilles du XVIIIe, un tableau saint Antoine et le cochon du XIXe[33].

À l'intérieur est conservée une cloche déposée, car fêlée, datée de 1781 qui porte les noms, de part et d'autre de ses parrain et marraine, avec leurs armes respectives. Celles de Jacques Le Héricy : d'argent à trois hérissons de gueules, et de Louise d'Anneville : d'hermines, à la fasce de gueules.
- Chapelle de la Cavée dédiée à Notre-Dame de Lourdes construite en 1873[33].
- Ancienne gare dite de Saint-Martin-Vaudreville de la ligne de Valognes Montebourg à Saint-Vaast et à Barfleur. La gare, qui fut en service de 1886 à 1950, était au croisement des lignes du Tue-vaques, Montebourg-Barfleur et Valognes-Barfleur.
- Manoir de la Boissaye (fin XVIe siècle, XVIIe – XVIIIe siècles). Hervé Dursus (1674-v. 1754), écuyer, major du régiment garde-côtes de la Hougue, seigneur de la Boissaye fut le dernier des Dursus a posséder le fief de la Boissaye[33].
- Ferme-manoir de l'Avallon des XVIe – XVIIe siècles.
- Ancien moulin à eau du Rozel devenu laiterie puis pisciculture.
- Anciens presbytères de Saint-Martin et Sainte-Marie du XVIIIe siècle.

Pour mémoire
- L'église Saint-Martin du XVIIIe siècle a été détruite au XIXe siècle et le cadastre établi en 1810 la plaçait un peu plus au niveau du hameau de la Martinerie que l'église Sainte-Marie[35]. L'église, avec nef romane des XIe – XIIe siècle, avait été donnée au XIIe siècle avec une terre libre de services et de droits par Robert de La Haye à l'abbaye de Lessay[33].

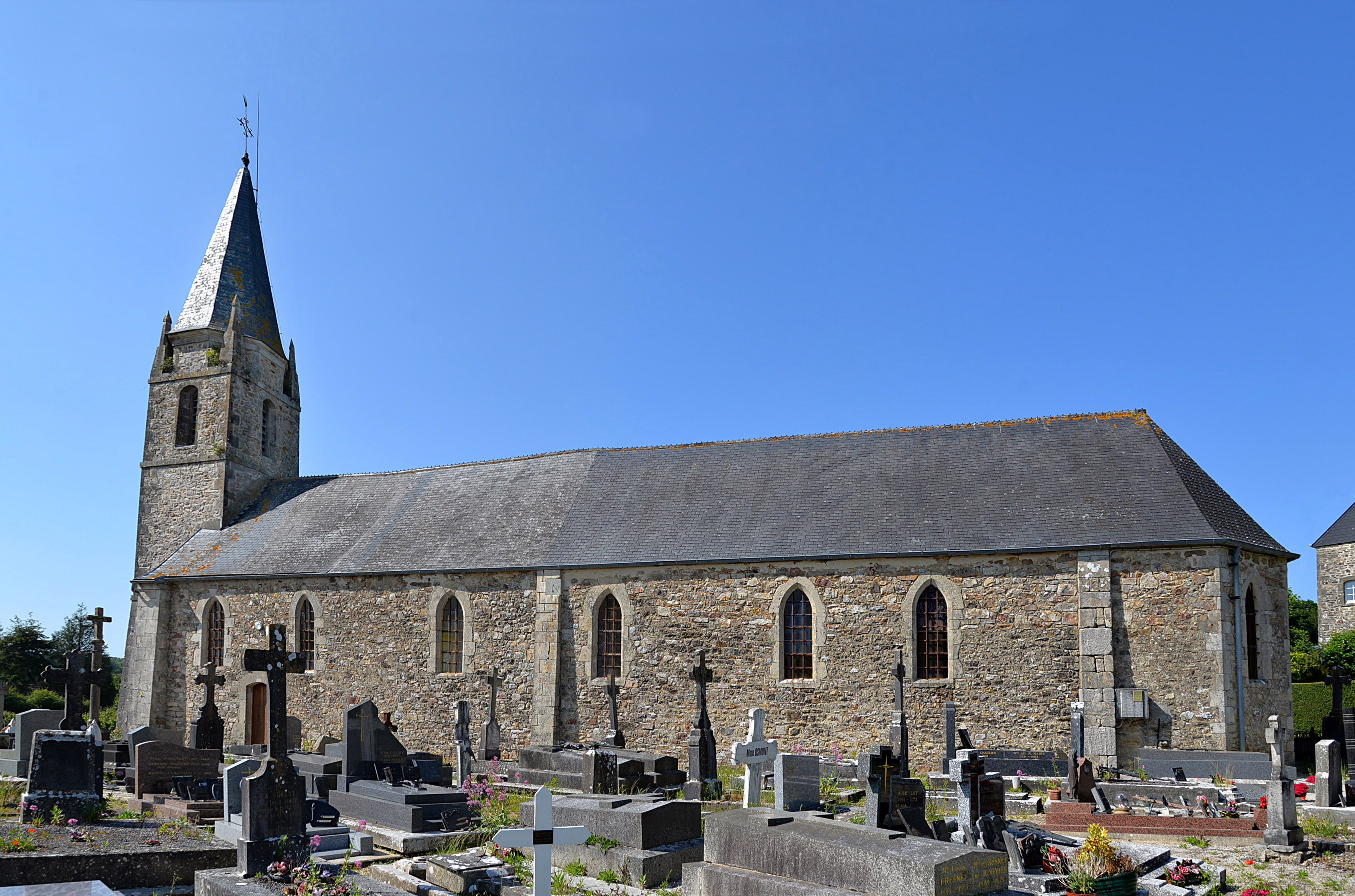
L'église Sainte-Marie.
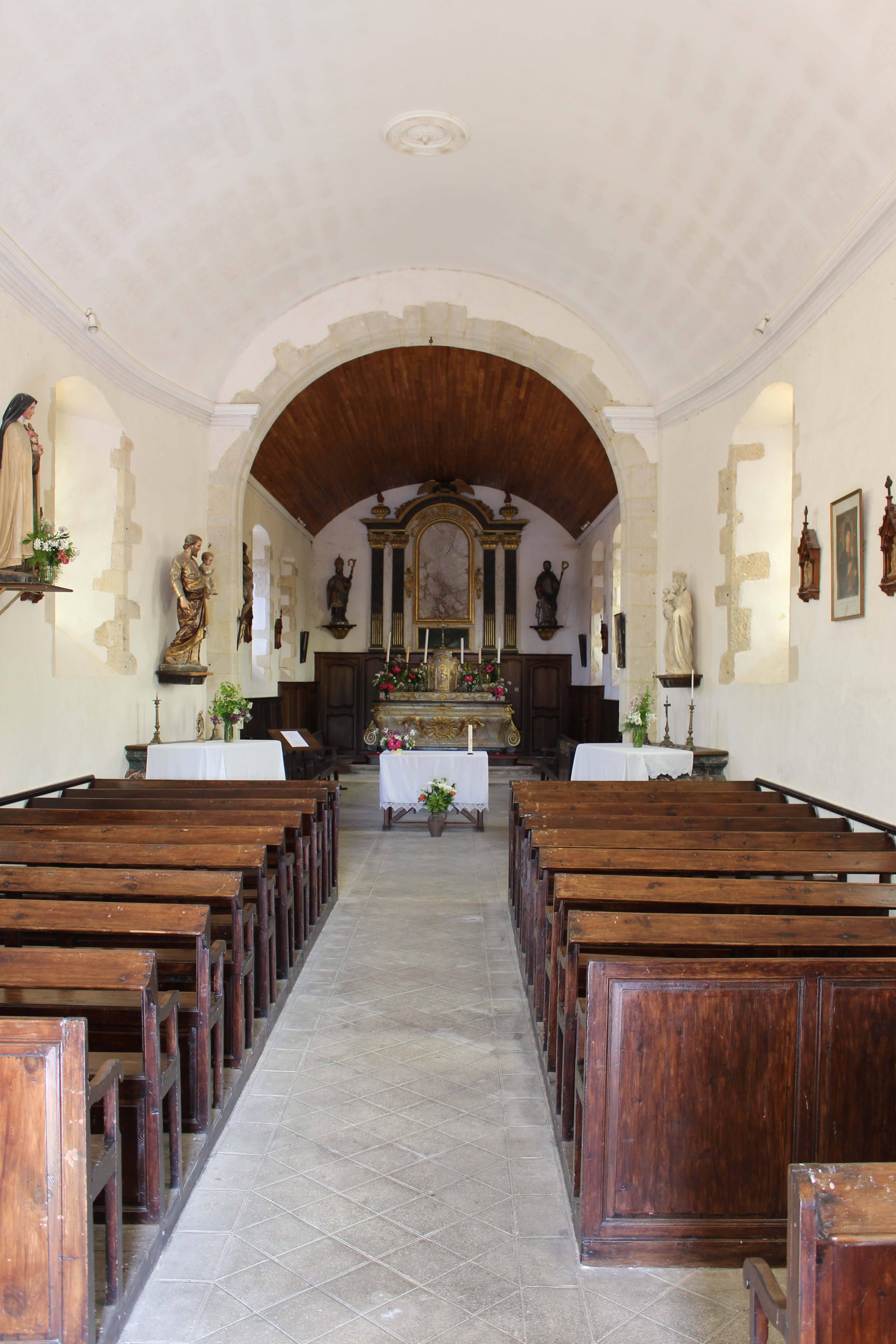
La nef de l'église Sainte-Marie.
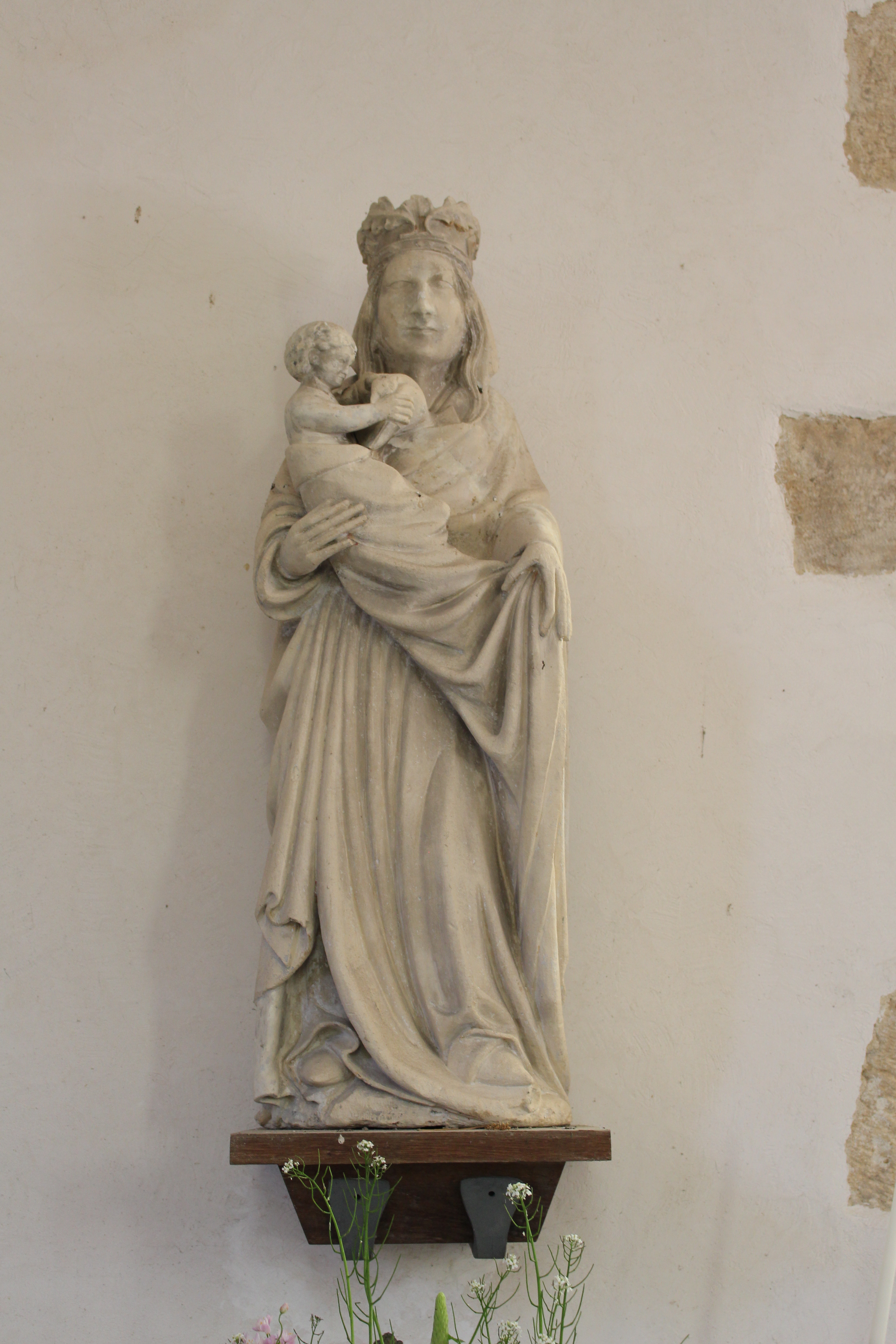
Vierge à l'enfant dans l'église Sainte-Marie.
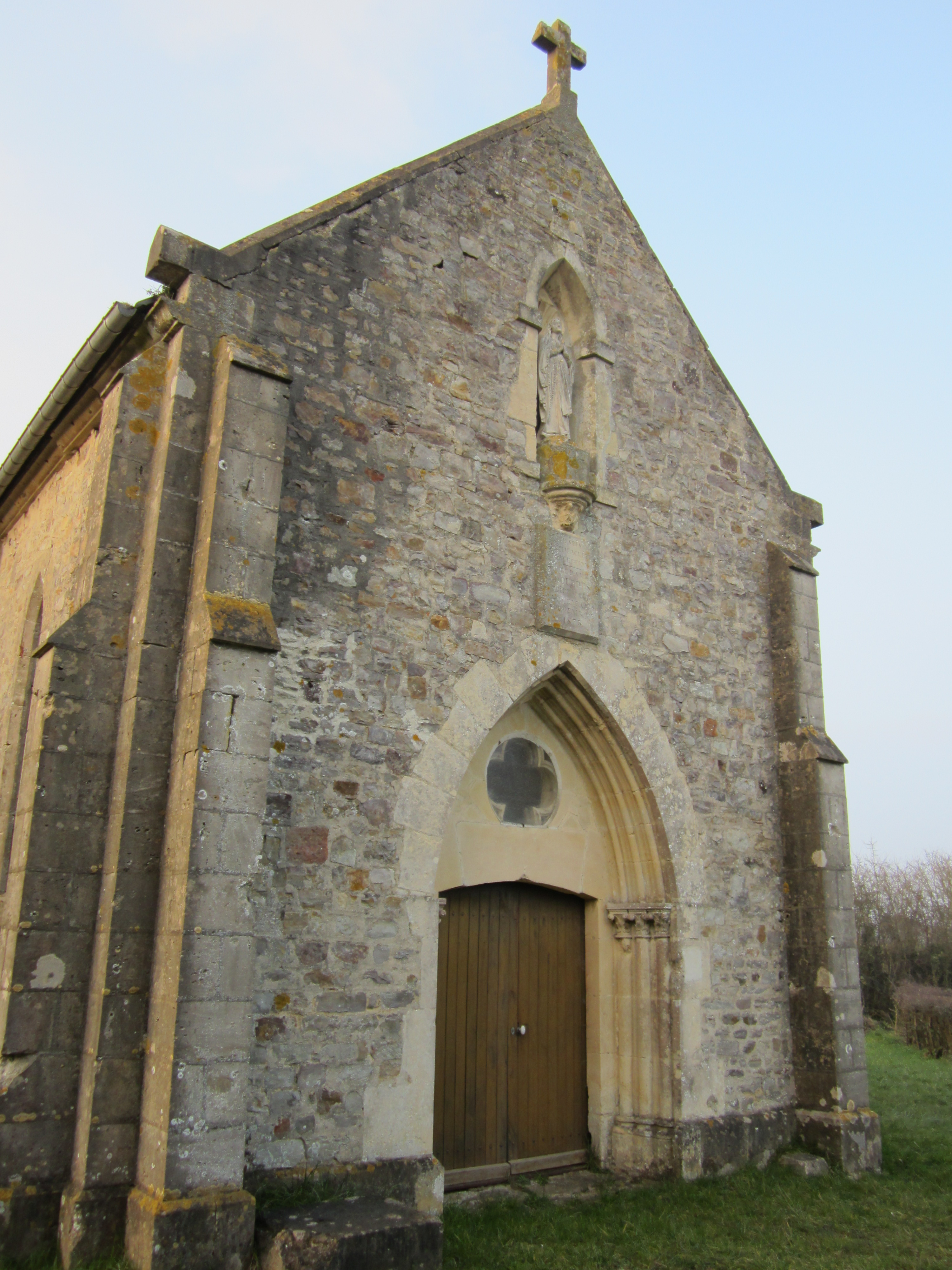
La chapelle de la Cavée.
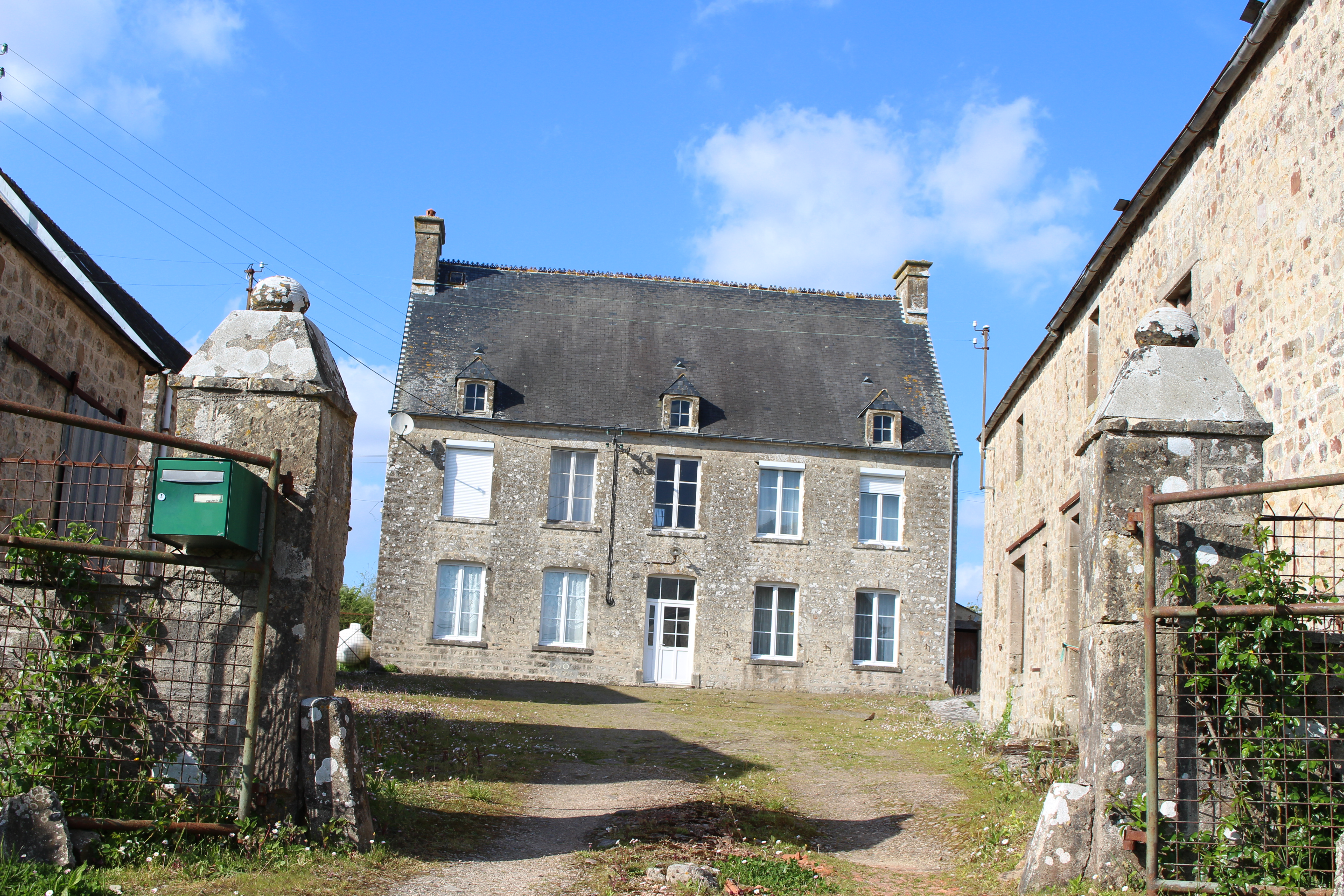
L'ancien presbytère de Saint-Martin.
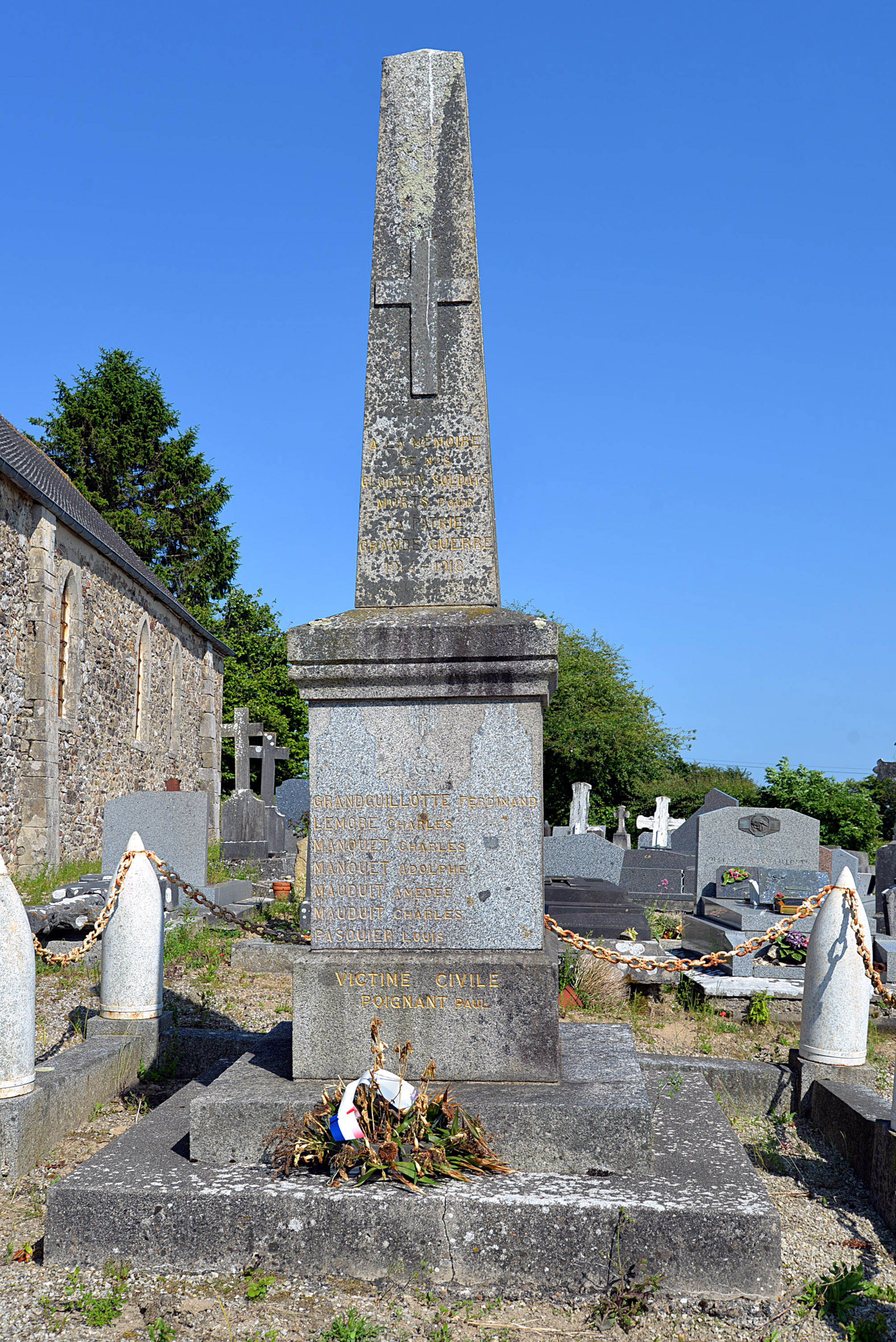
Le monument aux morts.
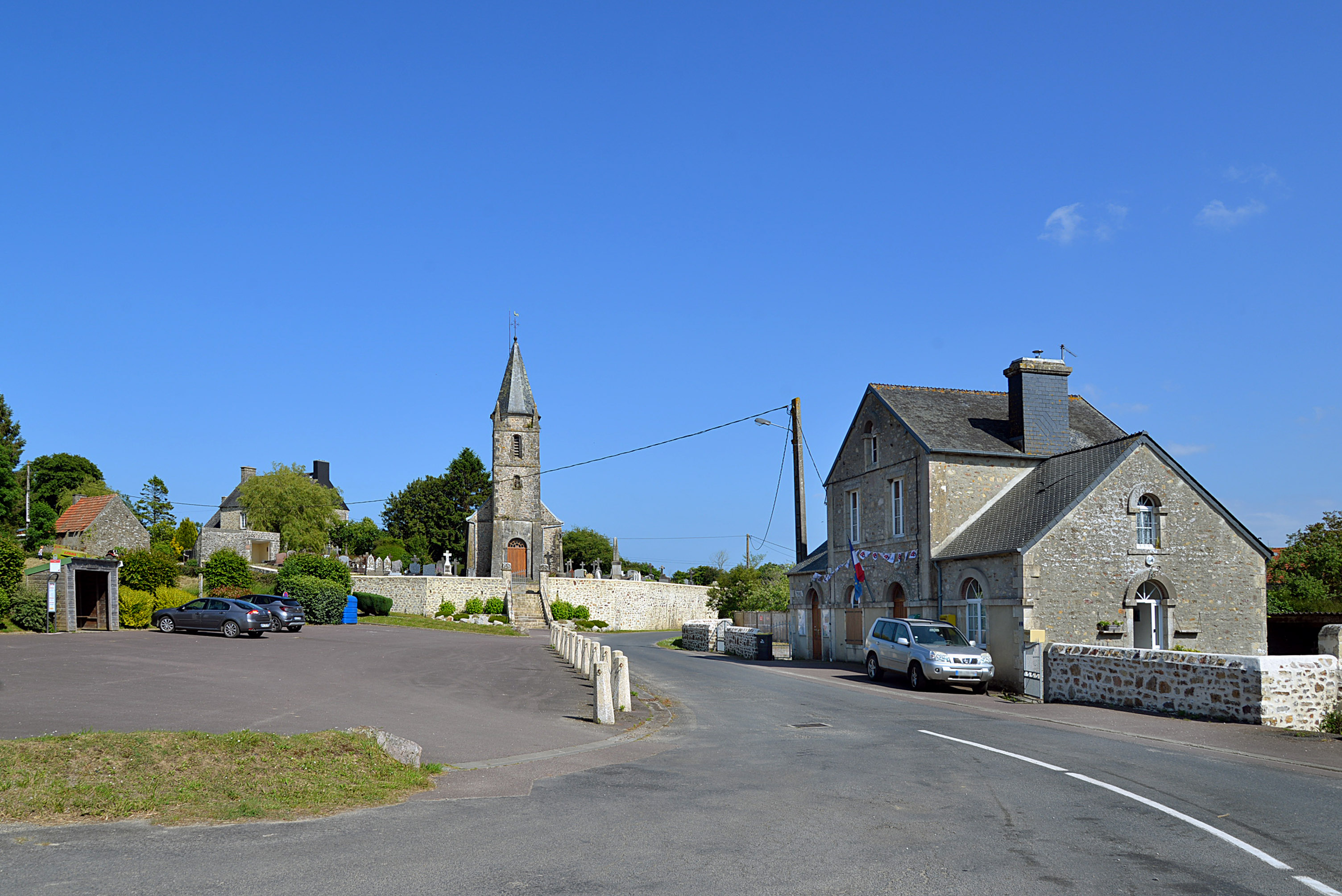
Le bourg de Saint-Martin-d'Audouville.